# اچ‌ام‌اس چیزپیک (۱۸۵۵)
اچ‌ام‌اس چیزپیک (۱۸۵۵) (به انگلیسی: HMS Chesapeake (1855)) یک کشتی بود که طول آن ۲۳۵ فوت (۷۲ متر) بود. این کشتی در سال ۱۸۵۵ ساخته شد.